# Алтамура
Алтаму̀ра (на италиански: Altamura; на местен диалект Jaltamùre, Ялтамуръ) e град, център на едноименната община в Южна Италия. Населението му е 70 514 жители (декември 2017 г.), а площта 427 кв. км. Намира се на 450 м н.в. в часова зона UTC+1. Пощенският му код е 70022, а телефонният – 080.